# عبد الرحمن حاكم نكري سمبيلن
توانكو عبد الرحمن بن المرحوم توانكو محمد (بالإنجليزية: Paduka Sri Tuanku Abdul Rahman ibni Almarhum Tuanku Muhammad)‏ هو أول حاكم لاتحاد مالايا أو يانغ دي-برتوان أغونغ للفترة من 31 أغسطس 1957 إلى وفاته في 1 أبريل 1960.
ولد عبد الرحمن بن محمد في 24 أغسطس 1895 وتوفي في 1 أبريل 1960، كان ثامن حاكم أعلى لسري منانتي وثاني حاكم أعلى لنكري سمبيلن المعاصرة.